# Fjelstrup Sogn
Fjelstrup Sogn er et sogn i Haderslev Domprovsti (Haderslev Stift).
Fjelstrup Sogn hørte til Sønder Tyrstrup Herred i Haderslev Amt. Fjelstrup sognekommune blev ved kommunalreformen i 1970 indlemmet i Christiansfeld Kommune. Efter dens opløsning ved strukturreformen i 2007 kom Fjelstrup til Haderslev Kommune.
I Fjelstrup Sogn ligger Fjelstrup Kirke.
I sognet findes følgende autoriserede stednavne:
- Abildgård (landbrugsejendom)
- Anslet Hage (areal)
- Anslet Strand (bebyggelse)
- Ansletgård (landbrugsejendom)
- Avnevig (bebyggelse)
- Avnø Vig (vandareal)
- Bi-lidt (bebyggelse)
- Brushøj (bebyggelse)
- Bukshave (landbrugsejendom)
- Fjelstrup (bebyggelse, ejerlav)
- Fjelstruprød (bebyggelse)
- Gammelby (bebyggelse)
- Gravenshoved (areal, landbrugsejendom)
- Helleskov (bebyggelse)
- Hårdeng (bebyggelse)
- Keldet (bebyggelse)
- Knud (bebyggelse, ejerlav)
- Knud Lyng (bebyggelse)
- Knudshoved (areal)
- Kobbelskov (bebyggelse)
- Lille Anslet (bebyggelse)
- Nordskov (bebyggelse)
- Sandersvig (bebyggelse)
- Sillerup (bebyggelse, ejerlav)
- Sillerup Bjerg (bebyggelse)
- Sillerup Bæk (vandareal)
- Store Anslet (bebyggelse)
- Vestermark (bebyggelse)

## Afstemningsresultat
Folkeafstemningen ved Genforeningen i 1920 gav i Fjelstrup Sogn 809 stemmer for Danmark, 53 for Tyskland. Af vælgerne var 230 tilrejst fra Danmark, 30 fra Tyskland. 